# Synagoge (Itterswiller)

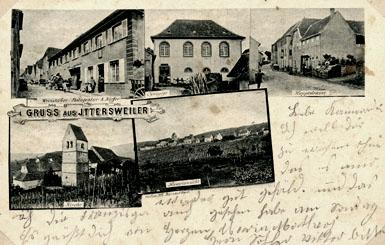
Ansichtskarte von Itterswiller mit Synagoge (oben Mitte)

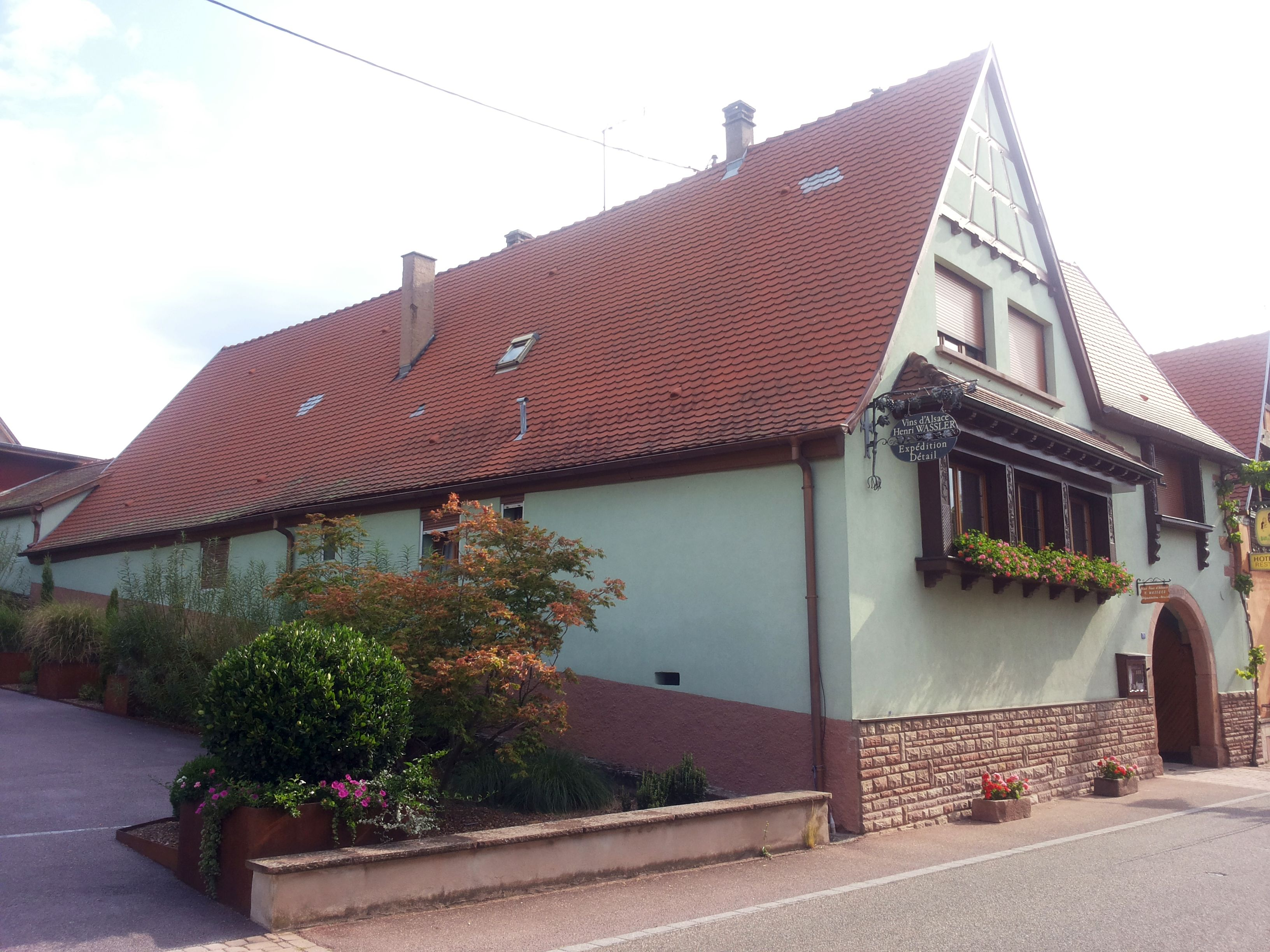
Die frühere Synagoge nach dem Umbau zum Wohnhaus

Die Synagoge in Itterswiller, einer französischen Gemeinde im Département Bas-Rhin in der Region Grand Est, wurde 1841 errichtet. 
Die profanierte Synagoge, mit der Adresse Route du Vin Nr. 76, wurde im Zweiten Weltkrieg teilweise zerstört. Sie wurde restauriert und befindet sich in Privatbesitz.